# Sharon Beck
Sharon Maria Rebecca Beck (en hebreo: שרון מריה רבקה בק‎; Tönisvorst, Alemania; 22 de marzo de 1995) es una futbolista alemana nacionalizada israelí. Juega como defensa y su equipo actual es el 1. FC Colonia de la Bundesliga Femenina y forma parte de la selección de fútbol femenino de Israel.
Beck nació en Alemania, en una familia paterna de origen judío.

## Carrera
Beck comenzó a jugar fútbol en SV Vorst y luego llegó a SC Union Nettetal a través de SV Grefrath.
En 2010 ganó la copa nacional sub-15 cuando fue seleccionada por la asociación de fútbol de Niederrhein y poco después se unió a FCR 2001 Duisburg con la cual estuvo activa durante un año.
En la temporada 2011/12, se mudó a SGS Essen, donde hizo su debut en primera división el 27 de noviembre de 2011 contra el SC Friburgo, cuando entró en juego en vez de Isabelle Wolf en el minuto 64.
Después de un total de siete apariciones en primera división con el SGS Essen, firmó un contrato con el Bayer 04 Leverkusen para la temporada 2013/14.
Hizo su debut en la Bundesliga Femenina con el Bayer 04 Leverkusen el 20 de octubre de 2013 (sexta jornada) en la derrota por 2-0 en el partido de visitante contra el Bayern de Múnich con una sustitución de Venus El-Kassem en el minuto 73. El 25 de mayo de 2014 (vigésima jornada), marcó sus dos primeros goles en la Bundesliga en un empate 2-2 contra el SC Friburgo.
Para la temporada 2016/17, se mudó al TSG 1899 Hoffenheim.

## Selección nacional
- Alemania

Disputó su primer partido con la selección alemana sub-16 contra Italia en mayo de 2011 y participó con ellas en la Copa Nórdica ese mismo año. Después de su debut con la selección sub-17 en octubre de 2011, formó parte de la escuadra alemana que ganó el Campeonato Europeo Femenino Sub-17 de la UEFA 2011-12 en Nyon. También formó parte de la escuadra alemana en la Copa Mundial Femenina de Fútbol Sub-17 de 2012 que se celebró en Azerbaiyán ese mismo año.
En febrero de 2018 fue nominada por primera vez para la selección absoluta, que participó en la Copa SheBelieves 2018 del 28 de febrero al 7 de marzo. Como no había jugado previamente un partido para la selección absoluta alemana, poco tiempo después pudo decidir jugar para la selección nacional femenina de fútbol de Israel, para la que jugó su primer partido el 7 de junio de 2018.
- Israel

Beck ha sido internacional con la selección nacional de Israel, apareciendo para el equipo durante el ciclo de Clasificación de UEFA para la Copa Mundial Femenina de Fútbol de 2019.

## Palmarés
Alemania
- Campeonato Europeo Femenino Sub-17 de la UEFA (1): 2011/2012.